# Castello di Birr
Il castello di Birr (in inglese,  Birr Castle) è un vasto maniero situato nella cittadina di Birr, nell'Offaly, contea centrale dell'Irlanda. È la dimora del settimo conte di Rosse.

## I giardini
La costruzione, non aperta al pubblico in quanto proprietà privata, è in stile vittoriano e si erge su una tenuta ben curata e molto estesa. Quest'ultima, invece aperta ai visitatori, è vasta più di cinquanta ettari ed è composta da enormi giardini e terreni, eredi di un parco perfettamente conservato del XVII secolo, con un'enorme collezione botanica di oltre quattromila alberi e arbusti di vario genere. Il punto più interessante di questi giardini è senz'altro quello murato, con un tunnel che passa per il centro.

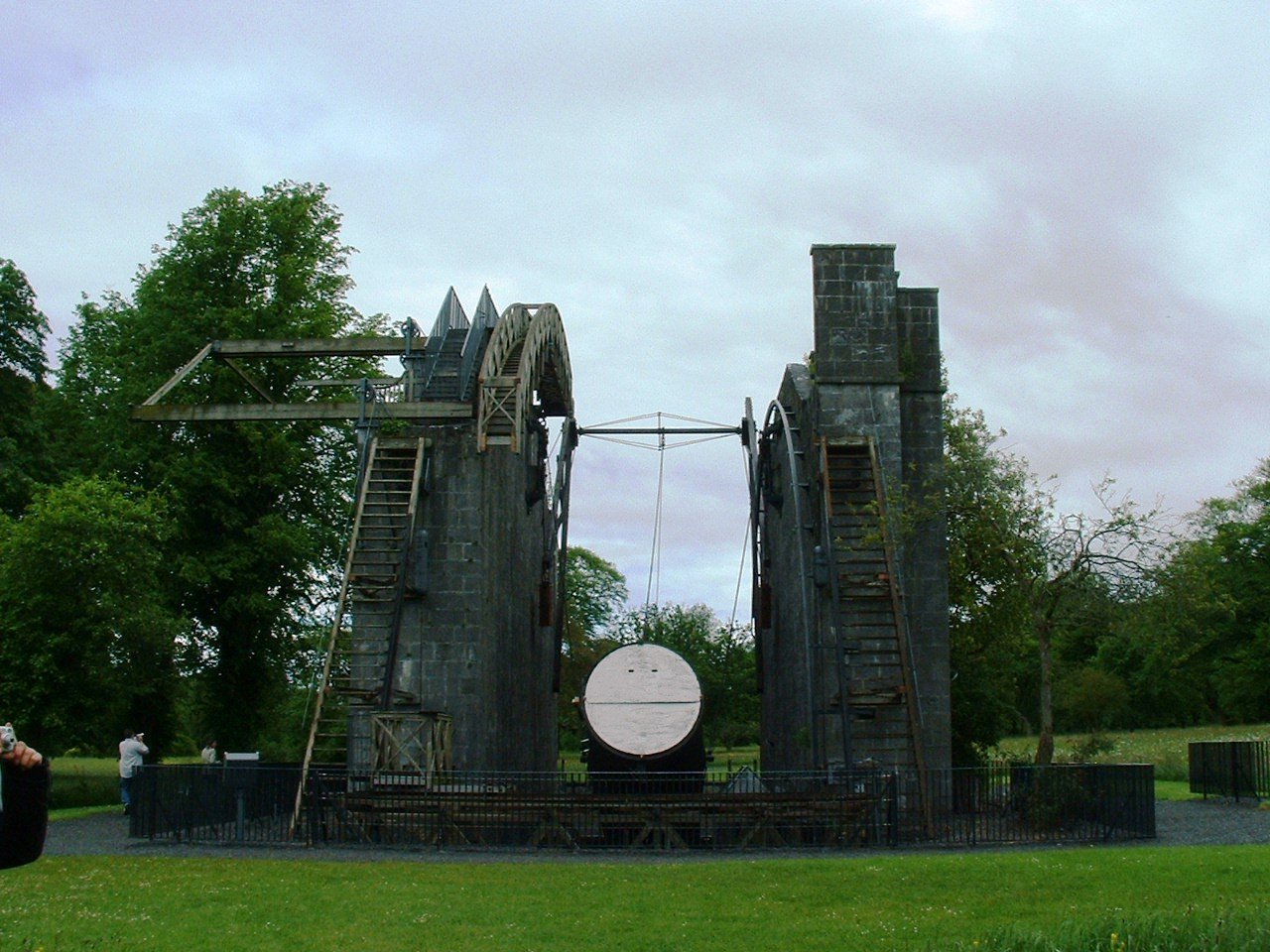
Leviathan of Parsonstown
Il telescopio fedelmente ricostruito all'interno del parco

Molte delle piante sono cresciute dalla piantagione installata dopo un viaggio in Cina dei Parsons, prima della seconda guerra mondiale, mentre le altre sono state curate dai parenti dei proprietari dalla flora irlandese. Particolarmente apprezzate sono le composizioni di magnolie, camelie, rododendri e azalee.

## IlLeviathan of Parsonstown
La principale attrazione del castello è il Great Telescope (grande telescopio), conosciuto anche come  Leviatano di Parsonstown, costruito da William Parsons terzo conte di Rosse nel 1845.
Il telescopio astronomico, con una lente di 72 pollici, fu usato per molto tempo fino ai primi anni del '900. Fu detentore del record di dimensioni per molto tempo, sorpassato solo nel 1917 dal Telescopio Hooker, grande 100 pollici. Fu smontato nel 1914, ma è riuscito successivamente il restauro che ne consente oggi la visita al pubblico.